# Fachapotheker
Als Fachapotheker werden Apotheker bezeichnet, die sich in einem der unten aufgeführten Teilgebiete der Pharmazie weitergebildet haben und hierüber eine Prüfung abgelegt haben. 

## Deutschland

### Spezialisierungsgebiete
Im Rahmen der beruflichen Weiterbildung können Apotheker die Bezeichnung Fachapotheker in den folgenden Gebieten erwerben:
- Allgemeinpharmazie (früher Offizin-Pharmazie)
- Klinische Pharmazie
- Pharmazeutische Analytik und Technologie (seit 2020)
- Toxikologie
- Arzneimittelinformation
- Klinische Chemie
- Theoretische und praktische Ausbildung (nicht in allen deutschen Bundesländern möglich)
- Öffentliches Gesundheitswesen

Die Gebiete Pharmazeutische Analytik und Pharmazeutische Technologie waren bis 2020 eigenständige Weiterbildungsgebiete. Im Jahr 2018 beschloss die Bundesapothekerkammer, beide zu einem gemeinsamen Gebiet zusammenzulegen.
Die rechtliche Grundlage der Weiterbildung zum Fachapotheker bilden die Weiterbildungsordnungen der einzelnen Landesapothekerkammern. Die Weiterbildung erfolgt durch Seminare, Projektarbeiten und intensive Betreuung durch einen Fachapotheker, praktische Tätigkeiten sowie Abarbeiten des Curriculums des Kompetenzkatalogs der jeweiligen Apothekerkammer. Die Regelausbildungszeit beträgt mindestens drei Jahre und schließt mit einer Abschlussprüfung ab.  
Nach absolvieren der Weiterbildung darf der Apotheker fortan die Berufsbezeichnung z. B. Fachapotheker für Klinische Pharmazie führen.
In der DDR wurde die Fachapothekerweiterbildung in Analytik und pharmazeutischer Technologie ab 1974 zentral über das Zentralinstitut für Apothekenwesen und Medizintechnik (Berlin, Frankfurt (Oder), Jena) vermittelt.

### Spezialisierungsbereiche
Ergänzend zur Fachapothekerweiterbildung kann zusätzlich eine Spezialisierung in folgenden Bereichen erfolgen:
- Infektiologie
- Medikationsmanagement im Krankenhaus
- Ernährungsberatung
- Prävention und Gesundheitsförderung
- Naturheilverfahren und Homöopathie
- Onkologische Pharmazie
- Geriatrische Pharmazie
- Pädiatrische Pharmazie

Der Titel ist nur als Zusatzbezeichnung zum Fachapotheker zu führen. (z. B. Fachapotheker für Klinische Pharmazie und Infektiologie) 
Die rechtliche Grundlage der Weiterbildung der Bereichsspezialisierungen bilden die Weiterbildungsordnungen der einzelnen Landesapothekerkammern. 

## Schweiz
In der Schweiz ist die Weiterbildung als Fachapotheker laut Medizinalberufegesetz obligatorisch, um eigenverantwortlich in Offizin oder Klinik arbeiten zu dürfen.